# 豊似駅

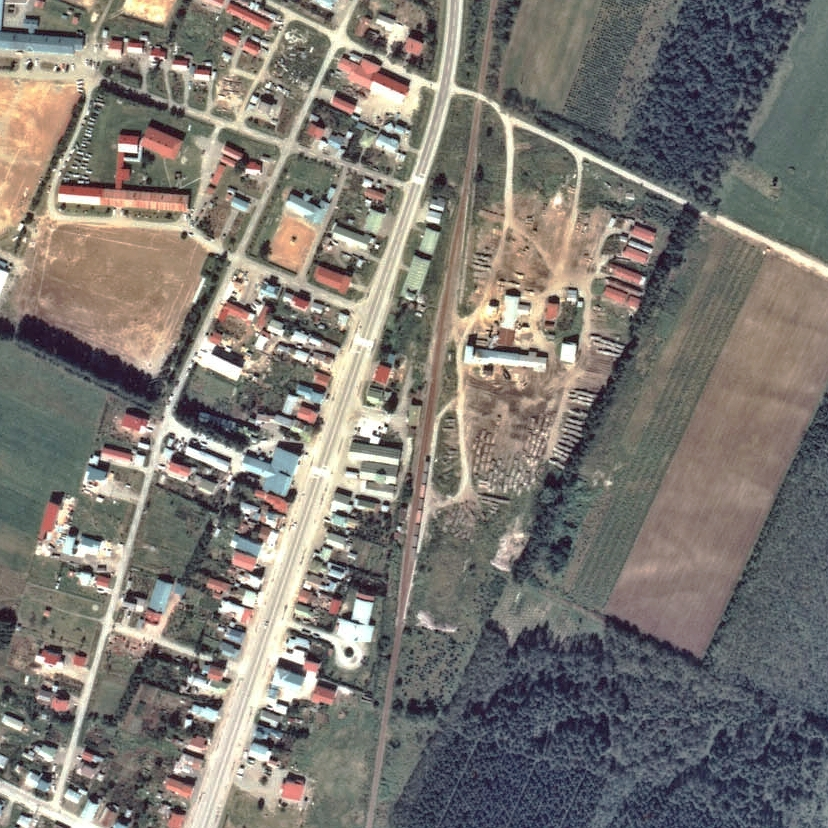
1977年の豊似駅と周囲約500m範囲。下が広尾方面。

豊似駅（とよにえき）は、北海道（十勝支庁）広尾郡広尾町字豊似にかつて設置されていた、日本国有鉄道（国鉄）広尾線の駅（廃駅）である。電報略号はトニ。事務管理コードは▲111513。

## 歴史
- 1932年（昭和7年）11月5日 - 国有鉄道広尾線大樹駅 - 広尾駅間の延伸開通（広尾線全通）に伴い、開業[3][4]。一般駅[3]。
- 1974年（昭和49年）12月15日 - 貨物・荷物の取り扱いを廃止[5]。同時に無人駅化[6]。
- 1987年（昭和62年）2月2日 - 広尾線の全線廃止に伴い、廃駅となる[1]。

### 駅名の由来
所在地名より。現在の豊似川のアイヌ語名「トイオイ（toy-o-i）」（土・ある・ところ）に由来する。ここでいう「トイ（toy）」とはアイヌが食用にしていた珪藻土（「チエトイ（cie-toy）」）のことともされているが、単に泥水ばかり出る川であったためともされている。
また、アイヌ語研究者の山田秀三は「豊似」という当て字に着目し「トユニ（toy-un-i）」（土・ある・ところ）とも呼ばれていたのかもしれない、と考察している。

## 駅構造
廃止時点で、1面1線の単式ホームを有する地上駅であった。ホームは、線路の西側（広尾方面に向かって右手側）に存在した。。かつては2面2線の相対式ホームを有する、列車交換可能な交換駅であった。使われなくなった駅舎と反対側の1線は、交換設備運用廃止後も側線として残っていた（但し1983年（昭和58年）時点では、プラットホームは撤去されていた）。その他、本線帯広方から駅舎側に分岐し駅舎北側のホーム切欠き部分の貨物ホームへの貨物側線を1線有していた。
無人駅となっていたが、有人駅時代の駅舎が残っていた。駅舎は構内の西側に位置し、ホームに接していた。

## 利用状況
1981年度（昭和56年度）の1日当たりの乗降客数は50人。

## 駅周辺
- 国道236号（広尾国道[9]/天馬街道/野塚国道）
- 国道336号（ナウマン国道）[9]
- 北海道道238号更別幕別線[9]
- 豊似郵便局
- 広尾町立豊似中学校
- 十勝バス「豊似」停留所

## 駅跡
1999年（平成11年）時点では鉄道関連施設は何も残っておらず、荒れ地になっている。2010年（平成22年）時点でも同様であった。

## 隣の駅
日本国有鉄道
広尾線
石坂駅 - 豊似駅 - 野塚駅